# (31758) 1999 JQ99
1999 JQ99 (asteroide 31758) é um asteroide da cintura principal. Possui uma excentricidade de 0.21341890 e uma inclinação de 14.11641º.
Este asteroide foi descoberto no dia 12 de maio de 1999 por LINEAR em Socorro.